# Avenue de France
Avenue de France (Francouzská avenue) je ulice v Paříži. Nachází se ve 13. obvodu. Byla vytvořena jako hlavní dopravní tepna nové moderní čtvrti Paris Rive Gauche.

## Poloha
Ulice vede od křižovatky s Rue des Grands-Moulins a končí u Boulevardu Vincent-Auriol. Ulice je orientována od jihu na sever. Směrem na sever pokračuje Avenue Pierre Mendès-France a na jihu bude Avenue de France pokračovat až k maršálským bulvárům (Boulevard Masséna).
Středem ulice prochází alej, která se nazývá Promenade Jules-Isaac na počest francouzského historika Julese Isaaca (1877-1963).

## Výstavba
O názvu ulice bylo rozhodnuto v roce 1993. Stavební práce začaly v roce 1995 na původních pozemcích SNCF v rámci revitalizace čtvrtě a první úsek byl otevřen v roce 2001 mezi ulicemi Boulevard Vincent-Auriol a Rue Neuve-Tolbiac, o rok později další úsek k ulici Rue Thomas-Mann a zatím poslední část k ulici Rue des Grands-Moulins v roce 2006.
Celkovou koncepci vytvořil architekt Paul Andreu. Vybavení ulice zajistili architekti Jean-Michel Wilmotte a Patrick Céleste.

## Významné stavby
- Dům č. 92: sídlo Réseau ferré de France
- Dům č. 93: Musée national du Sport
- Domy č. 190-198: sídlo vysokých škol École pratique des hautes études a École des hautes études en sciences sociales, které se řadí mezi grande école